# Angela Borgia
Ángela Borgia o Ángela de Borja, señora de Sassuolo (Roma, c. 1486 - Sassuolo, c. 1521), fue una hija extramatrimonial de Guillem-Ramón de Borja y Sanoguera ―el cual estuvo en Roma al servicio del papa Alejandro VI, y falleció en 1503―, hijo de Otic de Borja y Montcada y de su esposa Violant Sanoguera. Otic era hijo de Galceran de Borja y Escrivà y de su esposa Isabel de Montcada, hija de Ot de Moncada y de su segunda esposa, Constança Díeç. Su madre fue Isabel de Montcada. Era, también, sobrina del cardenal Rodrigo de Borja (el futuro papa Alejandro VI).

## Confusión de personas e identidades
No debe ser confundida con su hermana Ángela de Borja y Castellverd, habida del matrimonio contraído por su padre con Violant Sanç de Castellverd, la cual casó con Rodrigo de Corella y Moncada, convirtiéndose en la condesa de Cocentaina, o con una tercera figura homónima (y no la última), Ángela de Borja y Llançol y de Moncada que, también, en el año 1506 pactó su matrimonio con Lluís Llançol. Según, así lo menciona, el sacerdote e historiador español Miquel Batllori i Munné, en su obra La Familia de Los Borjas.

## Juventud
En su juventud vivió en Roma a lado de su prima Lucrecia Borgia, a quien acompañó a Ferrara, cuando aquella contrajo matrimonio con Alfonso I d'Este.

## Bella y apreciada
Considerada como una mujer de gran belleza, elegancia, romántica, de personalidad exquisitamente femenina, fue la amiga de absoluta confianza, confidente de los secretos más íntimos, compañera predilecta y asistente preferida de su prima Lucrecia.
Ganó la alabanza de hombres de letras como Diomede Guidalotti que le dedicó dos sonetos, e incluso Ariosto le dedicó el último canto del Orlando furioso. Pietro Bembo la idealizaba como «un ángel que puede rezar por mí». El 1 de agosto de 1504, desde Venecia, en la dedicatoria de su obra Gli asolani a la duquesa Lucrecia Borgia (publicada en Venecia en 1505), se refiere de nuevo a su Ángela; indicándole a Lucrecia que, su prima y doncella, es «su cara y valerosa Madona Ángela Borgia».

## La dama de la discordia. Rivalidad de dos pretendientes suyos, de la Casa d'Este
Encontrándose en Ferrara, al servicio de Lucrecia, atrajo poderosamente la atención del cardenal Hipólito y del ilegítimo Giulio, hermanos de Alfonso I d'Este, quienes ya se encontraban distanciados por antiguas desavenencias y continuados, mutuos, rencores.
Dicha situación, existente entre ellos, se agravó cuando ambos se enamoraron de Ángela. Uno y otro comenzaron a competir por su amor y afecto. La hermosa y muy galanteada joven prefería a Giulio y un día tuvo que afirmar públicamente que solo los ojos de su favorito valían más que toda la persona del cardenal. Con ello, la irritación de Hipólito llegó a su punto máximo. Transcurrieron algunos días y, en noviembre de 1505, en los campos cerca del Palacio de Belriguardo, los dos hermanos y rivales se encontraron. Giulio, para su mala fortuna, se hallaba solo y no pudo hacer nada cuando el cardenal dispuso a sus vasallos atraparlo, matarlo y sacarle los ojos. La terrible orden no pudo ser consumada. Pero Giulio fue golpeado malamente y perdió el uso de un ojo. Desde aquel instante empezó a tramar la muerte de Hipólito y para lograrlo, en su tentativa aunó sus esfuerzos a los de otro hermano, Fernando, el cual ambicionaba eliminar al duque para tomar su lugar. La conjura fue dirigida desorganizadamente y rápidamente fue descubierta; todos los aliados de los dos príncipes fueron condenados a muerte, mientras a ellos la condena les fue “dadivosamente” trasmutada en cárcel de por vida. Era el año 1506 cuando los dos fueron recluidos en los calabozos del Castillo de los Este. Fernando falleció en dicho lugar. Giulio sobrevivió hasta alcanzar la libertad en 1559, por gracia de Alfonso II. Había cumplido los 81 años, de los cuales cincuenta y tres permaneció cautivo.

## Ascendencia
|  |                                        |  |  |  |  |  |  |  |  |  |  |  |  |  |  |  |
|  | 16. Rodrigo-Gil de Borja y de Fenollet |  |  |  |  |  |  |  |  |  |  |  |  |  |  |  |
|  |                                        |  |  |  |  |  |  |  |  |  |  |  |  |  |  |  |
|  |                                        |  |  |  |  |  |  |  |  |  |  |  |  |  |  |  |
|  | 8. Galceran de Borja y Escrivá         |  |  |  |  |  |  |  |  |  |  |  |  |  |  |  |
|  |                                        |  |  |  |  |  |  |  |  |  |  |  |  |  |  |  |
|  |                                        |  |  |  |  |  |  |  |  |  |  |  |  |  |  |  |
|  | 17. Sibília Escrivá y de Pròixita      |  |  |  |  |  |  |  |  |  |  |  |  |  |  |  |
|  |                                        |  |  |  |  |  |  |  |  |  |  |  |  |  |  |  |
|  |                                        |  |  |  |  |  |  |  |  |  |  |  |  |  |  |  |
|  | 4. Otic de Borja y Montcada            |  |  |  |  |  |  |  |  |  |  |  |  |  |  |  |
|  |                                        |  |  |  |  |  |  |  |  |  |  |  |  |  |  |  |
|  |                                        |  |  |  |  |  |  |  |  |  |  |  |  |  |  |  |
|  | 18. Ot de Montcada                     |  |  |  |  |  |  |  |  |  |  |  |  |  |  |  |
|  |                                        |  |  |  |  |  |  |  |  |  |  |  |  |  |  |  |
|  |                                        |  |  |  |  |  |  |  |  |  |  |  |  |  |  |  |
|  | 9. Isabel de Montcada y Dieç           |  |  |  |  |  |  |  |  |  |  |  |  |  |  |  |
|  |                                        |  |  |  |  |  |  |  |  |  |  |  |  |  |  |  |
|  |                                        |  |  |  |  |  |  |  |  |  |  |  |  |  |  |  |
|  | 19. Constaça Dieç                      |  |  |  |  |  |  |  |  |  |  |  |  |  |  |  |
|  |                                        |  |  |  |  |  |  |  |  |  |  |  |  |  |  |  |
|  |                                        |  |  |  |  |  |  |  |  |  |  |  |  |  |  |  |
|  | 2. Guilem-Ramón de Borja y Sanoguera   |  |  |  |  |  |  |  |  |  |  |  |  |  |  |  |
|  |                                        |  |  |  |  |  |  |  |  |  |  |  |  |  |  |  |
|  |                                        |  |  |  |  |  |  |  |  |  |  |  |  |  |  |  |
|  | 5. Violant Sanoguera                   |  |  |  |  |  |  |  |  |  |  |  |  |  |  |  |
|  |                                        |  |  |  |  |  |  |  |  |  |  |  |  |  |  |  |
|  |                                        |  |  |  |  |  |  |  |  |  |  |  |  |  |  |  |
|  | 1. Ángela Borgia (Ángela de Borja)     |  |  |  |  |  |  |  |  |  |  |  |  |  |  |  |
|  |                                        |  |  |  |  |  |  |  |  |  |  |  |  |  |  |  |
|  |                                        |  |  |  |  |  |  |  |  |  |  |  |  |  |  |  |
|  | 3. Isabel de Montcada                  |  |  |  |  |  |  |  |  |  |  |  |  |  |  |  |
|  |                                        |  |  |  |  |  |  |  |  |  |  |  |  |  |  |  |
|  |                                        |  |  |  |  |  |  |  |  |  |  |  |  |  |  |  |

## Matrimonio y descendencia
El 6 de diciembre de 1506, Lucrecia Borgia la casó con Alessandro Pio di Savoia, señor de Sassuolo. La boda se celebró en Ferrara con bailes y comedias coincidiendo con el carnaval.
De este matrimonio nacieron:
- Gilberto (1508-1554), quien se casó con la hija ilegítima del cardenal Hipólito d'Este, Elisabetta o Isabella.
- Camilla, monja del convento de San Bernardino de Ferrara.
- Eleonora, monja del convento de San Bernardino de Ferrara.
- Alessandra, monja del convento de San Bernardino de Ferrara.

## Muerte

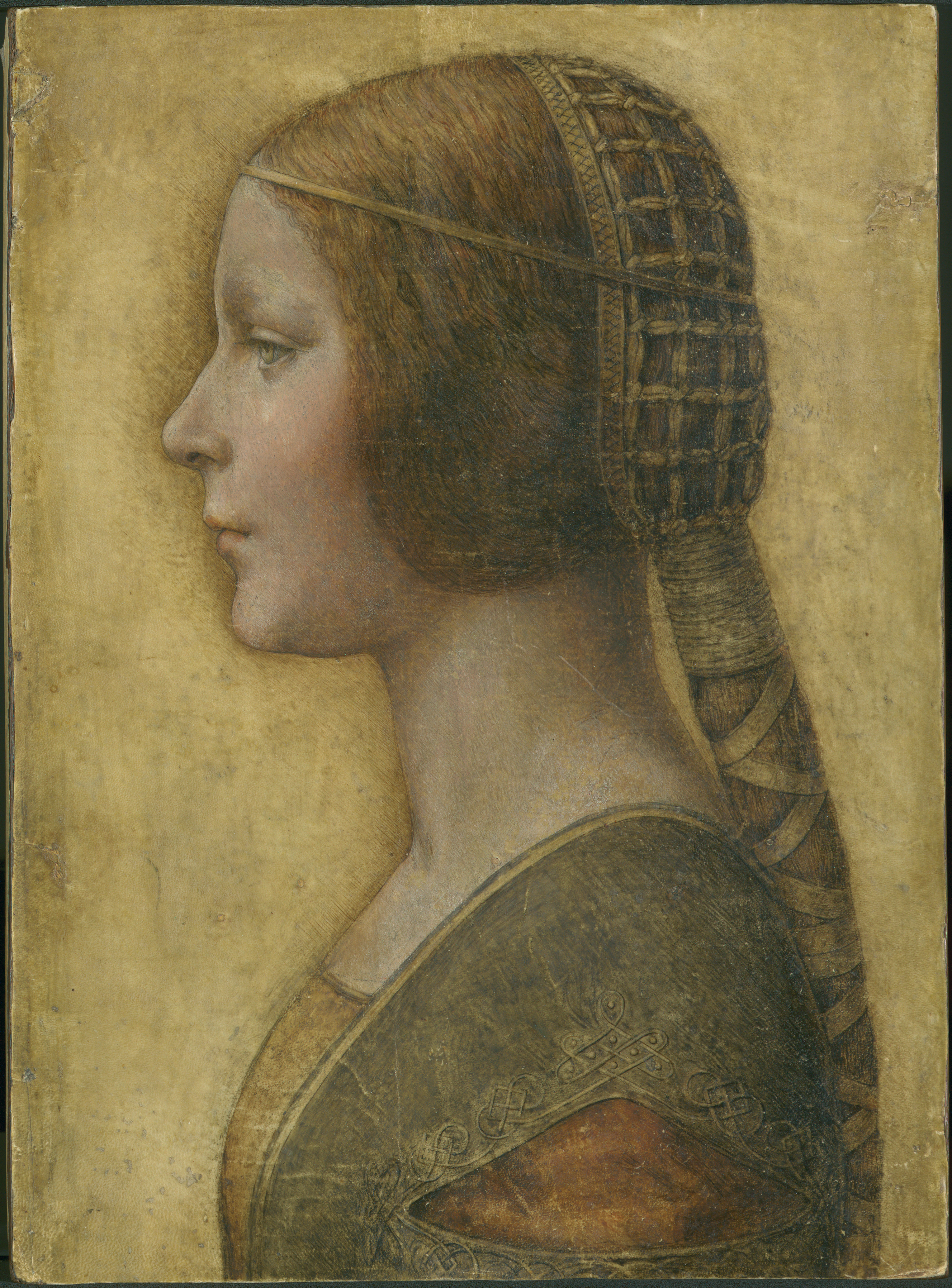
"Joven de Perfil con Vestido del Renacimiento" o "La Bella Princesa"

Según una tradición, su suegra Eleonora Bentivoglio, que vivió y gobernó de hecho el señorío de Sassuolo, la habría envenenado. Falleció entre 1520 a 1522, en Sassuolo y fue sepultada en el convento de San José, de dicha comunidad, junto a su consorte Alejandro, fallecido en el año 1517.
Para aquel entonces, Sassuolo se hallaba en la ruina a causa de las incesantes guerras entre los pro–pontificios y los pro–franceses y los cambios de alianzas en los que Ángela se vio también involucrada.
En 1537, su hijo mayor Gilberto, en vida todavía de Eleonora, hizo hacer y puso una sencilla placa en memoria de sus padres, la cual actualmente no existe, a lado de la puerta principal del convento de San José.

## Posible modelo de una obra de Leonardo da Vinci
Se ha afirmado, de parte de ciertos expertos, que el retrato originariamente denominado bajo el título de "Joven de Perfil con Vestido del Renacimiento", atribuido inicialmente a la autoría de un pintor alemán desconocido del siglo XIX, que recientemente han dado en llamar también “La Bella Princesa”, es realmente una creación del gran maestro Leonardo da Vinci; indicándose que el perfil, que en él se aprecia, pertenece a Bianca Sforza, hija ilegítima del Duque de Milán, Ludovico Sforza o Ludovico "El Moro". No obstante, otros expertos son de la opinión de que aquel perfil es el de Ángela Borgia.